# Seth (Holsten)
 For alternative betydninger, se Seth (flertydig). (Se også artikler, som begynder med Seth)
Seth er en by og en kommune i det nordlige Tyskland, beliggende i Amt Itzstedt i den sydlige del af Kreis Segeberg. Kreis Segeberg ligger i den sydøstlige del af delstaten Slesvig-Holsten.

## Geografi
Seth ligger cirka 12 kilometer sydvest for Bad Segeberg. Øst for kommunen går Bundesstraße B 432.